# Velká kometa z roku 1680
Velká kometa z roku 1680 (či Kirchova kometa či Newtonova kometa), podle systému značení komet C/1680 V1 byla první kometa pozorovaná teleskopem a jedna z nejjasnějších komet 17. století. Objevil ji německý astronom Gottfried Kirch.

## Objev
Kometa byla objevena dne 14. listopadu 1680 německým astronomem Gottfriedem Kirchem ve městě Coburg. Jednalo se o jednu z nejjasnějších komet 17. století a šlo ji pozorovat i v průběhu dne. Byla známá pro svůj velice dlouhý ocas. Dne 30. listopadu téhož roku se k Zemi přiblížila na 0,42 AU. V perihéliu se nacházela 18. prosince 1680 a byla tehdy od Slunce vzdálená pouze 0,00622 AU (930 000 km). Nejjasněji byla vidět 29. prosince 1680 a naposledy byla pozorována 19. března 1681. V únoru roku 2019 se nacházela přibližně 257 AU (38 miliard km) od Slunce.
Velkou kometu studoval Isaac Newton, aby potvrdil Keplerovy zákony, a proto je po něm také někdy nazývána.